# Marianne Kaiser
Marianne Kaiser (* um 1934) ist eine deutsche Opernsängerin (Koloratursopran) und Gesangspädagogin.

## Leben
Marianne Kaiser studierte Gesang bei Franziska Martienßen-Lohmann an der Musikhochschule Weimar. Sie war Solistin am Opernhaus Erfurt, am Mecklenburgischen Staatstheater Schwerin und am Anhaltischen Theater Dessau. Außerdem wurde ihre Karriere von Gastspielen als Königin der Nacht in der Oper Die Zauberflöte von Wolfgang Amadeus Mozart an großen Theatern der DDR einschließlich der Deutschen Staatsoper Berlin geprägt. Sie trat auch regelmäßig am Opernhaus Leipzig auf.
Bis 2015 wirkte Marianne Kaiser als Gesangspädagogin an der Musikschule Kurt Weill in Dessau-Roßlau.